# Munna (Metamunna) similis
Munna (Metamunna) similis is een pissebed uit de familie Munnidae. De wetenschappelijke naam van de soort is voor het eerst geldig gepubliceerd in 1971 door Fresi & Mazzella.